# Tangara à tête rousse
Hemithraupis ruficapilla
Espèce
Statut de conservation UICN

 LC  : Préoccupation mineure
Répartition géographique
Le Tangara à tête rousse (Hemithraupis ruficapilla) est une espèce de passereaux appartenant à la famille des Thraupidae.